# Хайду, Йожеф
Йожеф Хайду (венг. Hajdú József; 22 марта 1946, Будапешт — 6 мая 2023, Тёрёкбалинт, Пешт) — венгерский футболист, играл на позиции вратаря.

## Биография

### Игровая карьера
В 1964 году присоединился к клубу МТК, но не смог закрепиться в основном составе. Ему пришлось играть на правах аренды за «Фёварош Аутобуш» в течение одного сезона. В 1968 году в составе МТК он выиграл Кубок Венгрии после победы в финале над «Гонведом». со счётом 2:1. Всего за МТК сыграл 106 матчей в чемпионате страны.
Затем в течение одного сезона он играл за «Вёрёш Метеор Эдьетертеш». В 1975 году Хайду перешёл в «Ференцварош», в составе которого играл в течение восьми сезонов. Вместе с «зелёными орлами» Хайду завоевал два чемпионских титула в 1976 и 1981 году, а также 2 Кубка Венгрии в 1976 и 1978 годах.
После «Ференцвароша» в течение одного сезона играл за «Будафок» и в 1983 году завершил игровую карьеру.

### Семья
Его сын Атилла (род. 1971) играл в футбол на профессиональном уровне.

### Смерть
Скончался 6 мая 2023 года в возрасте 77 лет.

## Достижения
МТК
- Обладатель Кубка Венгрии (1) : 1968

«Ференцварош»
- Чемпион Венгрии (2) : 1975/76, 1980/81
- Обладатель Кубка Венгрии (2) : 1975/76, 1977/78